# Magny-la-Campagne
Magny-la-Campagne är en kommun i departementet Calvados i regionen Normandie i norra Frankrike. Kommunen ligger i kantonen Bretteville-sur-Laize som ligger i arrondissementet Caen. År 2018 hade Magny-la-Campagne 582 invånare.

## Befolkningsutveckling
Antalet invånare i kommunen Magny-la-Campagne
Referens: INSEE